# Staurogyne debilis
Staurogyne debilis là một loài thực vật có hoa trong họ Ô rô. Loài này được (T. Anderson) C.B. Clarke ex Merr. miêu tả khoa học đầu tiên năm 1907.